# Cirrus floccus
Cirrus floccus или памукоподобни перести облаци са вид перести облаци, част от семейството на високите облаци и са разположени най-високо в тропосферата.
Името им произлиза от латинската дума за кичур вълна. От тях вали, но валежа не достига до земната повърхност поради изпарение в атмосферата. Тези облаци имат формата на снопчета, които обикновено са изолирани едно от друго. Имат светло бял цвят, заради което могат да бъдат сбъркани с Altocumulus, обаче няколко минути по-късно яркостта на слънчевата светлина намалява, което е индикатор, че облаците са образувани от ледени кристали.
В полярните области височината на долната граница на тези облаци е най-ниска. Тя е между 3000 и 7600 m. Над тропичния пояс се разполагат на най-високо – от 6100 до 18 000 m. В умерените ширини варира между 5000 и 14 000 m. Образуват се при ниски температури и се състоят от ледени кристали.